# NGC 7317
NGC 7317 هي مجرة بيضاوية الشكل، وهي عضو في خماسية ستيفان تقع في كوكبة الفرس الأعظم (كوكبة).

## وصلات خارجية
- NGC 7317 على موقع ويكي سكاي: DSS2, SDSS, GALEX, IRAS, Hydrogen α, X-Ray, Astrophoto, Sky Map, Articles and images